# MaXXXine
MaXXXine е американски слашър филм от 2024 г. на режисьора Тай Уест по негов сценарий. Във филма участват Мия Гот, Елизабет Дебики, Моузес Съмни, Мишел Монахан, Боби Канавале, Холзи, Лили Колинс, Джанкарло Еспозито и Кевин Бейкън. Той е вторият филм от поредицата X и е директно продължение на едноименния филм от 2022 г.
Премиерата на филма се състои в Китайския театър на Грауман на 24 юни 2024 г. и излиза по кината в Съединените щати на 5 юли 2024 г.